# Falman
Falman est une census-designated place située dans le comté de San Patricio, dans l’État du Texas, aux États-Unis. Sa population s’élevait à 76 habitants lors du recensement de 2010.